# Supercarga
En física teórica, una supercarga es un generador de transformaciones de supersimetría que transforma bosones a fermiones y viceversa. 

## Introducción
Las supercargas son los generadores de transformaciones de supersimetría. Constituyen un ejemplo del concepto general de carga en física.
La supercarga, denotada por el símbolo Q, es un operador . Dado que el operador de supercarga cambia una partícula con espín 1/2 a una partícula con espín uno o cero, la supercarga es en sí misma un espinor que porta media unidad de espín.
Un sistema se dice supersimétrico si se verifica que
{\displaystyle Q_{\alpha }\vert 0\rangle =0} y {\displaystyle \quad Q_{\alpha }^{\dagger }\vert 0\rangle =0}
para todo {\displaystyle \alpha }, donde {\displaystyle \alpha }es un índice que recorre todas las supercargas.

## Relaciones de conmutación
La supercarga está descrita por el álgebra super Poincaré .
La supercarga conmuta con el operador hamiltoniano:
[ Q , H ] = 0 .